# ایم کانگ سونگ
ایم کانگ سونگ (انگلیسی: Im Kang-sung؛ زادهٔ ۲۳ دسامبر ۱۹۸۱) بازیگر، مدل و خواننده اهل کره جنوبی است. وی از سال ۱۹۹۷ میلادی تاکنون مشغول فعالیت بوده‌است.